# Ashram Equinox
Ashram Equinox è un album discografico in studio del gruppo musicale italiano Julie's Haircut, pubblicato nel 2013.

## Tracce
1. Ashram
2. Tarazed
3. Johin
4. Taarna
5. Equinox
6. Sator
7. Taotie
8. Han